# 함부르크 봉기
함부르크 봉기(독일어: Hamburger Aufstand)는 독일 바이마르 공화국에서 일어났던 봉기이다. 1923년 10월 23일 독일 공산당(KPD) 함부르크 지부 중 가장 호전적이였던 준군자단체인 "KP 바세르칸테"(KP Wasserkante)가 반란을 일으키면서 시작했다. 군사적 관점에서 이 봉기는 소용없는 것이였으며 반란 시작 24시간 내에 거의 진압되었다. 반군은 함부르크 내 17개 경찰서, 프로이센 슐레스비히홀슈타인주 내 7개 경찰서 등 총 24개 경찰서를 습격했다. 이 봉기로 대략 100명이 사망한 것으로 추정된다. 이 봉기의 정확한 진행과정이나 그 영향에 대한 평가는 현대에 와서도 논란이 되고 있다.

## 배경
1919년부터 1923년 사이 바이마르 공화국은 좌익과 우익 간에 격렬한 투쟁과 유혈 충돌을 빚는 등 여러 위기 상황에 놓였다. 독일 국민의 경제적 상황은 절망적으로 이는 1923년 바이마르 공화국의 초인플레이션 시기 극을 찍었고, 이 때 독일 공산당의 지지도가 높아졌다. 여기에 루르 지역 점령으로 정치 분쟁이 더욱 급진화되었다. 1923년 8월에는 독일의 수상 빌헬름 쿠노에 반대하여 전국적인 동맹파업이 일어났다. 9월 말에는 독일 정부가 국가 비상사태를 선포했다. 10월 1일에는 흑색 국가방위군이 퀴스트린 쿠데타 시도를 하였다. 2주 뒤엔 제국의회가 수권법을 통과시켜 명목적으로 수상 구스타프 슈트레제만의 독재정이 가능하게 되었다. 이 때 수천명의 실업자가 함부르크 시청 주변의 "금지 구역"으로 몰려들어 시위하면서 경찰 및 우익 준군사단체와 충돌하여 사망할 우려도 있었다. 작센과 뤼링겐 지역에는 KPD를 포함한 연립정부가 수립되었으며 정부가 전복될 우려도 있었다.
국제 공산주의 운동이 커지면서 독일에서도 무장 반란을 시도할려는 음모가 꾸며지고 있었다. 레프 트로츠키 및 기타 소련 내 국제혁명론자들, 코민테른은 이 계획을 지지했으나 KPD의 당수인 하인리히 브란들러는 시기상조라고 반대했다. 후고 우반스와 한스 키펜베르커가 이끄는 봉기를 계획한 함부르크 내 조직들은 아직 왜 봉기를 계획앴는지에 대해서는 알려지지 않았다.

## 봉기
1923년 10월 22일 저녁, KP 바세르칸테의 군사지도자는 반란을 일으키라는 지역당 지도부의 명령을 받았다. 이 반란엔 300명 정도가 적극적으로 참여했다. 하지만 이는 KPD 함부르크 지부 당원 14,000명에 비하면 매우 적은 수였다. 10월 23일 오전 5시엔 26개 경찰소를 습격하여 그 중 17개 소에서 무기를 탈취하였다.
또한, 알토나와 스토르마른 도시지역에도 습격사건이 일어나서 시프베크와 브람펠드 지역이 공격당하고 무기가 탈취당했다. 바트 올더스로, 아렌스부르크, 랄스테트에서는 기차 선로와 거리가 봉쇄되었다. 바르체헤데 마을에서는 반군이 지방정부 지도자들을 체포하고 "스토르마른 소비에트 공화국"을 세웠다. KPD의 지지도가 높았던 시프베크 지역에는 거주지에 플랜카드가 걸렸으며 곳곳에서 "소비에트 독일이여 영원하라! 세계 소비에트 국가 연방이여 영원하라! 세계 혁명이여 영원하라!"등의 구호를 외치며 반란에 참여하기를 종용했다.
대부분의 지역에서는 봉기가 시작한지 몇시간만에 진압되었다. 시프베크는 정오 즈음까지 저항이 이어졌다. 이전 선거에서 KPD가 20%의 지지를 받았던 바름바크에서는 반군이 주민들의 지지를 받아 바리케이드를 세우고 식량을 지원해주기도 하였다. 이 곳에선 하루종일 총격전이 이어졌으나 반군이 하루종일 마을을 장악하고 있었다. 하지만 그날 밤 상황이 절망적임을 깨닫자 몰래 빠져나왔다. 다음날 경찰은 대대적인 공세를 펼쳤으나 빈 바리케이드밖에 없었다.

## 여파
이 봉기로 최소 100명에서 300명이 부상을 입은 것으로 추정된다. 또한 경찰관 17명, 반군 24명, 민간인 61명이 사망하였다. 그리고 1,400명이 체포되었다. 시프베크에서만 191명이 체포되었으며 1925년 2월 알토나 지방법원에서 재판받아야 했다. 죄목은 1924년 5월 선거에서 KPD가 32.4%의 지지를 받은 시프베크에서 소요를 일으킨 죄였다. 이 재판은 봉기 주동자들에 대한 재판 중 가장 큰 규모였다.

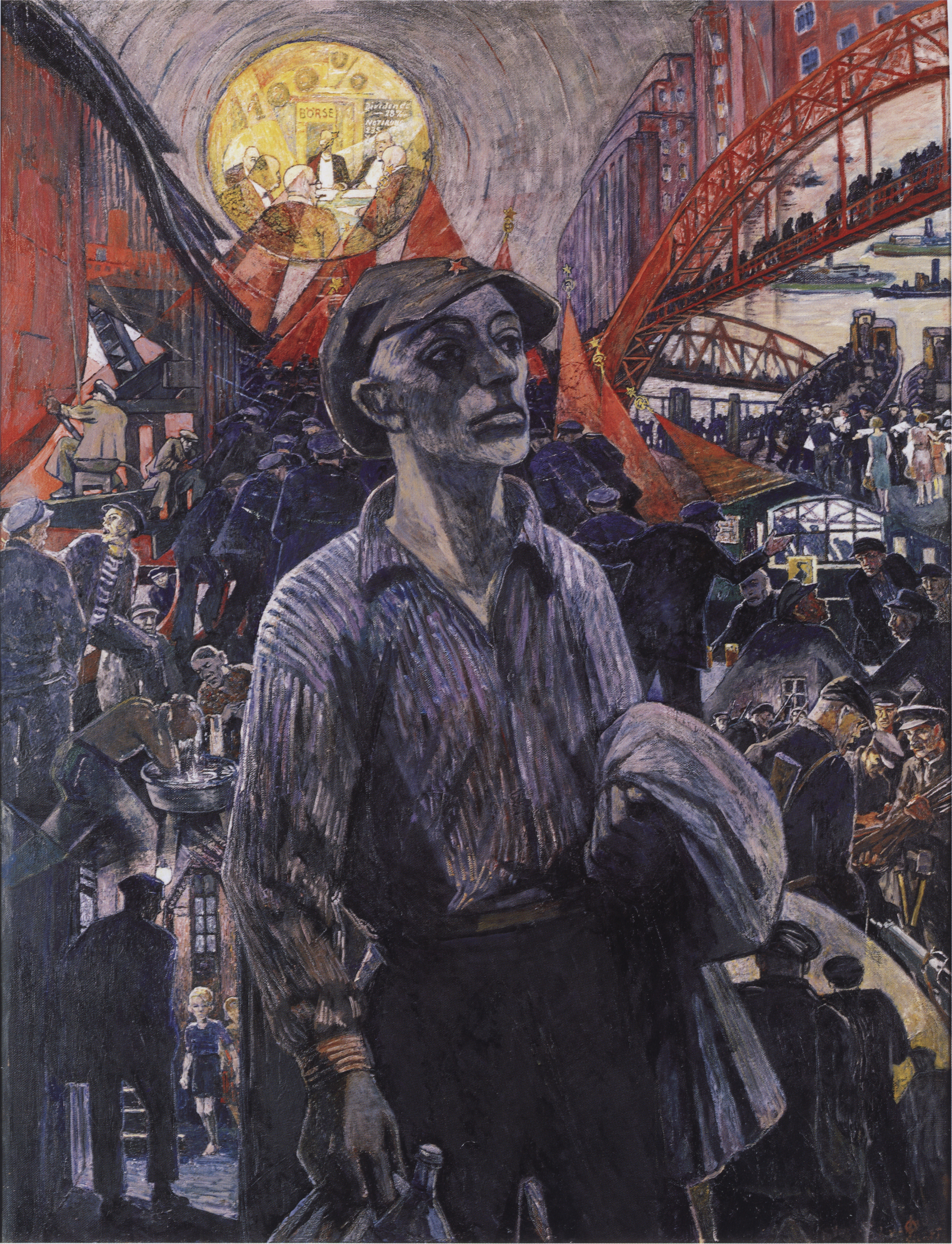
The 'Hamburger Werftarbeiter'
(함부르크의 부두노동자들), 하인리히 포겔러의 1928년 작품.

이 반란은 독일 내 노동계급을 대표하던 두 정당의 갈등을 악화시키는데 일조했다. 봉기 이후 독일 사회민주당(SPD)는 독일 공산당(KPD)에 대한 지원을 끊고 정부 편을 들어 독일 공산당 활동 억압을 지지하였다. 정부와 SPD 양측에서 압박을 받은 공산주의자들은 격양되었다. 독일 공산당 내에서는 이 봉기가 절망적인 전투에 나선 "용감한" 소수 반군이 일으킨 영웅적인 전설로 내려지게 되었다. 또한 당내에서는 이 봉기가 패배한 이유는 병력 집중도가 적었고 당지향적 구조에 대한 순응이 적었음으로 꼽혔고, 이것이 강화되어야 한다는 증거물이라고 표방했다.
중산층들에서는 볼셰비키 혁명과 같은 반란을 보면서 혁명에 대한 공포를 느끼고 반공주의로 기울게 되는 원인이 되었다. 결국 1924년 함부르크 시의회 선거에서는 독일 국가인민당의 지지율이 12%에서 20%로 증가하였다.

## 같이 보기
- 에른스트 텔만
- 스파르타쿠스단 봉기 - 1919년
- 루르 봉기 - 1920년
- 함부르크 시의회
- 1923년 독일

## 기록영화
- Der Hamburger Aufstand Oktober 1923. Dokumentary, Federal Republic of Germany, (1971) 41 Min., Written by Reiner Etz, Gisela Tuchtenhagen, Klaus Wildenhahn; Director: Klaus Wildenhahn. Produced by the German Film and Television Academy Berlin and NDR (Hamburg)[9]
- Ernst Thälmann – Sohn seiner Klasse. Drama, German Democratic Republic (1954) Director: Kurt Maetzig

## 참고 문헌
- Bernhard H. Bayerlein, Leonid G. Babicenko (Eds.): Deutscher Oktober 1923. Ein Revolutionsplan und sein Scheitern, Berlin (2003). (Archive des Kommunismus – Pfade des XX. Jahrhunderts. 3) ISBN 3-351-02557-2 (독일어)
- Sergej Tretjakow: Hörst Du, Moskau. Drama about the Hamburg Uprising. Moscow (1923) (독일어)
- Angelika Voß: Der „Hamburger Aufstand“ im Oktober 1923. In: Angelika Voß, Ursula Büttner, Hermann Weber: Vom Hamburger Aufstand zur politischen Isolierung. Kommunistische Politik 1923–1933 in Hamburg und im Deutschen Reich, Hamburg (1983), 9–54 (독일어)
- Louis Biester (postum): Der Kommunistenputsch 1923. In: Jahrbuch für den Kreis Stormarn (1985), 73–76 (독일어)
- Stadtteilkollektiv Rotes Winterhude: Der Hamburger Aufstand - Verlauf - Mythos - Lehren. Hamburg (2003) (독일어)[10]
- Berlin, Jörg: "Staatshüter und Revolutionsverfechter. Arbeiterparteien in der Nachkriegszeit"; in: Ulrich Bauche (Ed.): Wir sind die Kraft. Arbeiterbewegung in Hamburg von den Anfängen bis 1945; Exhibition catalogue, Museum für Hamburgische Geschichte, VSA Hamburg (1983) pp. 103–131. ISBN 3-87975-355-5 (독일어)
- Lothar Danner: Ordnungspolizei Hamburg. Betrachtungen zu ihrer Geschichte 1918–1933, Hamburg (1958) (독일어)